# رومی زالفلد
رومی زالفلد (انگلیسی: Romy Saalfeld؛ زادهٔ ۱۴ دسامبر ۱۹۶۰) قایقران روئینگ اهل آلمان شرقی بود.